# Baie de Saint-Cyprien
Pour les articles homonymes, voir Saint-Cyprien.
La baie de Saint-Cyprien (San Ciprianu en corse) est une baie de la mer Méditerranée qui se situe en Corse-du-Sud en France. Elle se trouve à Lecci, près de Porto-Vecchio et est notamment connue pour sa plage, la plage de Saint-Cyprien.